# Anelaphus parallelus
Anelaphus parallelus là một loài bọ cánh cứng trong họ Cerambycidae.